# Lubricant sec
Els lubricants secs o lubricants sòlids són materials que tot i que es troben en fase sòlida, són utilitzats per a reduir la fricció entre dues superfícies que llisquen entre si, sense necessitat de comptar amb un medi líquid. Aquest tipus de lubricants, que comprenen materials com ara el grafit, el nitrur de bor hexagonal, el disulfur de molibdè i el disulfur de tungstè són també capaços d'oferir lubricació a temperatures superiors a les que poden operar els líquids i lubricants basats en olis. Aquests materials poden ser utilitzats fins a temperatures de 350 °C en medis oxidants i encara més elevades en mitjans reductors o no-oxidants (el disulfur de molibdè fins a 1.100 °C). Les seves propietats de lubricació s'atribueixen a les seves estructures en formes de làmines a nivell molecular amb forces d'unió febles entre les làmines. Les seves làmines són capaços de lliscar unes sobre altres amb molt petites forces de tracció, la qual cosa els confereix les propietats de baixa fricció.
Els lubricants sòlids més utilitzats són:
- Grafit[1] - Ús en compressors d'aire, indústria alimentària, unions de vies de tren, engranatges oberts, treballs en centres de maquinat de metalls, etc.
- Disulfur de molibdè[2] - Ús en vehicles espacials.
- Nitrur de bor hexagonal - Ús en vehicles espacials. També anomenat "grafit blanc".